# تشارلز بينيت (لاعب كريكت)
تشارلز بينيت (بالإنجليزية: Charles Bennett)‏ (15 أغسطس 1872 - 23 مايو 1921) هو لاعب كريكت بريطاني (وحمل سابقاً جنسية المملكة المتحدة لبريطانيا العظمى وأيرلندا).